# Roxy (sigarettenmerk)

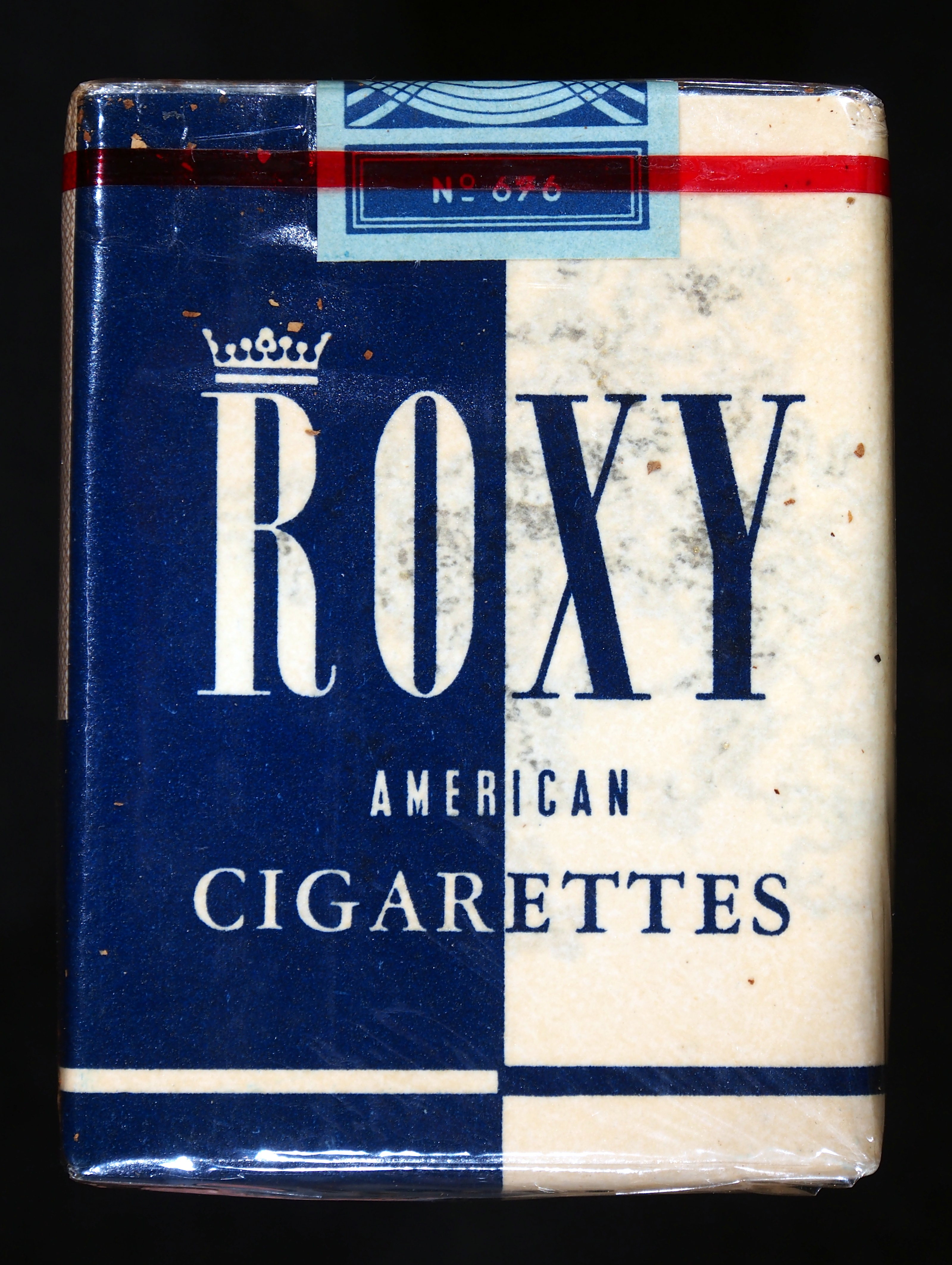
Een oude verpakking van het sigarettenmerk

Roxy is een Nederlands sigarettenmerk dat werd geproduceerd door de tabaksfabrikant Koninklijke Theodorus Niemeyer BV in Groningen; dit bedrijf maakt inmiddels deel uit van British American Tobacco.
De Roxy werd speciaal ontwikkeld als sigaret met een lager teer- en nicotinegehalte. Hoewel in de reclame voor de sigaret verwijzingen naar de gezondheid werden vermeden, waren wetenschappelijke publicaties over de gevolgen van het roken aanleiding geweest de sigaret te ontwikkelen. De consument wilde veiliger roken. In 1962 deed de Consumentenbond een vergelijkend onderzoek naar het teer- en nicotinegehalte in diverse sigaretten, waarbij Roxy met het laagste gehalte uit de bus kwam. Hierdoor groeide het marktaandeel van Roxy ten opzichte van de andere sigarettenmerken.
Onder meer John Kraaijkamp sr. verleende zijn medewerking aan de Sterreclames voor het product die destijds nog voor tabak waren toegestaan.
Johan Cruijff verleende in 1978 zijn medewerking aan de reclamecampagne "Johan Cruijff: Rook verstandig", waarin hij reclame maakte voor de Roxy Dual-filtersigaret: "Maar ik vind: als je rookt, moet je wel verstandig roken". Deze campagne werd na klachten van onder andere Konsumenten Kontakt prompt verboden door de Reclame Code Commissie.
Het merk verdween in 2005 van de markt, nadat er in 2003 een compleet verbod op sigarettenreclame was gekomen.